# Ninel Arvat
Ninel Mykolajivna Arvat (ukrajinsky Нінель Миколаївна Арват, rusky Нинель Николаевна Арват / Ninel Nikolajevna Arvat; * 30. září 1928 Saratov) je ukrajinská lingvistka, rusistka.

## Život
Absolvovala Oděskou univerzitu (1952) a postgraduální studium (1952 až 1955). Pracovala na Černovické univerzitě: odborný asistent (1956 až 1960), docent (1960 až 1976); Nižynském pedagogickém institutu (nyní univerzita): docent (1976 až 1979), od roku 1979 byla vedoucí katedry ruského jazyka.
Zabývala se výzkumem problémů syntaxe, zvláštnostmi organizace a vyjádření sémantické struktury věty v ruštině, srovnávacími studiemi ruského a ukrajinského jazyka.
Je spoluautorkou učebnic ruského jazyka pro střední školy s moldavským vyučovacím jazykem, které byly sedmkrát dotisknuty (1973 až 1988). Vydala více než 300 publikací, včetně učebnic a příruček pro střední a vysoké školy, brožur a článků o různých aktuálních otázkách lingvistiky a metodách výuky ruštiny.